# ウスコケ (駆逐艦)
ウスコケ (SMS Uskoke) はオーストリア＝ハンガリー帝国海軍の駆逐艦。フサール級。艦名はアドリア海のクロアチア人海賊uskokにちなむ。

## 艦歴
1906年9月1日起工。1907年7月20日進水。同年12月31日竣工。

### 第一次世界大戦
1914年8月24日。モンテネグロの沿岸陣地を砲撃する巡洋艦「シゲトヴァール」を掩護。
10月17日、フランス艦隊出現により「ウスコケ」は水雷艇「13」および潜水艦2隻と共に出撃。「ウスコケ」と水雷艇は敵を潜水艦のそばへ誘引しようとしたが、フランス装甲巡洋艦「Waldeck-Rousseau」に対する攻撃は失敗。砲撃を受けるも全艦無事に逃れた。
10月18日夜に「ウスコケ」と「シャルフシュツェ」、「シュトライター」、「ウラーン」はアンティバリ港内に入り砲撃を行った。または、10月17日に「シャルフシュツェ」が、10月18日に「シュトライター」と「ウラーン」が砲撃を行い、「ウスコケ」は11月18日に砲撃を行った。
11月15日、バール沖に機雷を敷設。
1915年5月23日、イタリアはオーストリア＝ハンガリー帝国に宣戦布告。同日、オーストリア＝ハンガリー帝国海軍の戦艦などは出撃し、アンコーナなどの攻撃へと向かった。それに先立つ5月19日、南からのイタリア艦隊来襲に備え偵察部隊が出撃した。そのうちの一つは巡洋艦「アドミラル・シュパウン」と駆逐艦「ウスコケ」、「シュトライター」、「ヴィルトファング」からなるHグループで、ラゴスタ島とペラゴーザ島との間へと向かった。5月23から24日の夜に偵察部隊はイタリア沿岸の目標攻撃を命じられ、Hグループは24日にテルモリ・カンポマリーノ間の鉄道上の目標とトレーミティ諸島を攻撃した。
7月27日、巡洋艦「アドミラル・シュパウン」、「ノファラ」が駆逐艦「ウスコケ」、「シャルフシュツェ」、水雷艇「75T」、「76T」、「79T」とともにアンコーナ・ペーザロ間の鉄道を攻撃した。
12月9日、巡洋艦「シゲトヴァール」などとともにアンコーナ攻撃を行う水上機を支援。
1916年3月16日、座礁した駆逐艦「トゥルル」の救難作業に従事。
6月23日、「ウスコケ」と駆逐艦「シュトライター」、水雷艇「T8」、「T10」、「T12」はジュリアノーヴァ付近の鉄道攻撃に向かったが、悪天候のため（イタリアの武装列車が理由とも）攻撃は中止となった。
1917年4月22から23日の夜、「ウスコケ」と駆逐艦「シュトライター」、「Warasdiner」はオトラント海峡へ出撃したものの敵と出会わなかった。
1918年4月5日、オーストリア＝ハンガリー帝国軍はアンコーナの魚雷艇奪取を目的としたコマンド作戦を実行。上陸に使うモーターランチを水雷艇「96」が曳航し、「ウスコケ」がそれを護衛した。この作戦は失敗に終わっている。
戦後は1920年にイタリアに引き渡され、解体された。

## 要目（1913年以降）
- 長さ：68.38m
- 幅：6.25m
- 満載排水量：414トン
- 速力：28.4ノット
- 兵装：45口径7cm砲1、30口径7cm砲5、45cm魚雷発射管2

出典